# 262 (szám)
A 262 (római számmal: CCLXII) egy természetes szám, félprím, a 2 és a 131 szorzata.

## A szám a matematikában
A tízes számrendszerbeli 262-es a kettes számrendszerben 100000110, a nyolcas számrendszerben 406, a tizenhatos számrendszerben 106 alakban írható fel.
A 262 páros szám, összetett szám, azon belül félprím, kanonikus alakban a 21 · 1311 szorzattal, normálalakban a 2,62 · 102 szorzattal írható fel. Négy osztója van a természetes számok halmazán, ezek növekvő sorrendben: 1, 2, 131 és 262.
A 262 meandrikus szám.
A 262 négyzete 68 644, köbe 17 984 728, négyzetgyöke 16,18641, köbgyöke 6,39883, reciproka 0,0038168. A 262 egység sugarú kör kerülete 1646,19455 egység, területe 215 651,48611 területegység; a 262 egység sugarú gömb térfogata 75 334 252,5 térfogategység.
Érinthetetlen szám: nem áll elő pozitív egész számok valódiosztóösszeg-függvényeként.
A 262 helyen az Euler-függvény helyettesítési értéke 130, a Möbius-függvényé 1, a Mertens-függvényé −1.